# Musgrundet
Musgrundet, Muizeneiland, is een eiland annex zandbank behorend tot de Lule-archipel. Het eiland ligt in de Brändöfjärden. Het heeft geen vaste oeververbinding, maar er is een overnachtingcabine. De Lule-archipel ligt in het noorden van de Botnische Golf en hoort bij Zweden.